# Daniel Faria
Daniel Augusto da Cunha Faria (Baltar, Paredes, 10 de abril de 1971 – Porto, 9 de junho de 1999) foi um poeta português.

## Biografia
Daniel Augusto da Cunha Faria nasceu em Baltar, Paredes, a 10 de Abril de 1971.
Frequentou o curso de Teologia na Universidade Católica Portuguesa – Porto, tendo defendido a tese de licenciatura em 1996.
No Seminário e na Faculdade de Teologia criou gosto por entender a poesia e dialogar com a expressão contemporânea.
Licenciou-se em Estudos Portugueses na Faculdade de Letras da Universidade do Porto. Durante esse período (1994–1998) a opção monástica criava solidez.
Viveu na Paróquia Senhora da Conceição — Porto, no período de frequência da Licenciatura em Estudos Portugueses e, durante vários anos, esteve ligado à paróquia de Santa Marinha de Fornos — Marco de Canaveses. Aí demonstrou o seu enorme potencial de sensibilidade criativa encenando, com poucos recursos, As Artimanhas de Scapin e o Auto da Barca do Inferno.
Enquanto estudante de Teologia publicou as obras Oxálida e A Casa dos Ceifeiros. Com o abraço da Fundação Manuel Leão publicou Explicação das árvores e de outros animais; Homens que são como lugares mal situados; Dos Líquidos.

Faleceu a 9 de Junho de 1999, vítima de uma queda, quando estava prestes a concluir o noviciado no Mosteiro Beneditino de Singeverga.